# Briggsiopsis
Briggsiopsis, monotipski biljni rod iz porodice gesnerijevki. Jedina vrsta je kineski endem B. delavayi

## Etimologija
Ime roda sastavljeno od generičkog naziva Briggsia i grčkog sufiksa -όψις, -opsis = nalik, sličan.

## Opis
Briggsiopsis je rod trajnica sa jednom vrstom izvorno opisana u rodu  Didissandri, a kasnije je prenesena u Briggsiju. Pan (1985.) je otkrio da je plodna samo gornja (adaksijalna) karpela i da je plodnica bilokularna, dok je donja lokula smanjena i prazna. Inače cvjetovi su kao kod Briggsije. Prašnika 4, dvostrukih; niti umetnute u sredinu cijevi vjenčića; prašnici spojeni u parovima na vrhu. Nektarij prstenast, duboko 5-režnjevit. Ovarij duguljast, 2-lokularan, jedan lokul plodan, s aksilnom posteljicom, drugi sterilan, bez posteljica; dugi stil; stigma dvousna. Čahura duguljasta,  lokulicidno dehiscentna. Broj kromosoma: nepoznat.